# Associação Atlética Araguaia
Associação Atlética Araguaia é um clube brasileiro de futebol, da cidade de Água Boa, no estado de Mato Grosso.

## História
Fundado em 2014 para substituir o Barra do Garças, estreou na Segunda Divisão estadual no mesmo ano, ficando em terceiro lugar. No ano seguinte a equipe terminou como vice-campeão da Segunda Divisão, conquistando o acesso para o Primeira Divisão.
Em 2016 fez grande campanha na sua estreia no campeonato estadual chegando as semifinais, sendo eliminado pelo Sinop, mas garantiu a vaga na Série D.
Na quarta divisão nacional, fez um campanha ruim e acabou sendo eliminado na primeira fase assim como o Sinop.
Em 2017 desistiu de disputar a  Série D alegando problemas financeiros e a falta de estádio para mandar seus jogos.
Em 2020 o Araguaia foi rebaixado após fazer 6 pontos no Campeonato Mato-Grossense. Ainda após o rebaixamento, o clube sofria com a falta de recursos financeiros decorrente a pandemia de COVID-19 e na Segunda Divisão de 2021 o clube ficou na última colocação com 1 ponto conquistado.
No dia 8 de junho de 2023, o clube conquistou o acesso para a elite mato-grossense após novamente vencer o Cáceres por 3 a 2 (7 a 3 no agregado). na final, o clube sucumbiu ao Primavera por 3 a 2 após um empate em um gol fora de casa.
Em agosto de 2023 o clube anunciou a mudança de sede de Barra do Garças para a cidade de Água Boa e mudou a identidade visual para atender a região do Araguaia. A principal motivação foi a interdição do estádio Zeca Costa.
Em 2024 foi rebaixado no Campeonato Mato-Grossense.

## Escudo

2016 - 2023
2023 - atual

## Estatísticas

### Participações
|  | Participações em 2024 |

| Competição  | Competição                | Temporadas | Melhor campanha            | Estreia | Última | P | R |
| Mato Grosso | Campeonato Mato-Grossense | 6          | 4º colocado (2016)         | 2016    | 2024   |   | 2 |
| Mato Grosso | 2ª Divisão                | 6          | Vice-campeão (2015 e 2023) | 2014    | 2025   | 2 |   |
| Brasil      | Série D                   | 1          | 60º colocado (2016)        | 2016    | 2016   | – |   |

### Temporadas
Legenda:
| Campeão. Vice-campeão. Eliminado na semifinal. | Classificado à Copa Libertadores da América pela campanha no Campeonato Brasileiro. Classificado à Copa Libertadores da América pelo título da Copa do Brasil ou Copa Libertadores. Classificado à Copa Sul-Americana. | Rebaixado à divisão inferior. Campeão e promovido à divisão superior. Promovido à divisão superior. |

### Retrospecto em competições oficiais
Última atualização: Série D de 2016.
| Competição | Competição | Temporadas | Títulos | Pts. | J | V | E | D | GP | GC |
| ---------- | ---------- | ---------- | ------- | ---- | - | - | - | - | -- | -- |
| Brasil     | Série D    | 1          | –       | 3    | 6 | 1 | 0 | 5 | 8  | 13 |